# Lizbona (województwo wielkopolskie)
Lizbona – osada w Polsce położona w województwie wielkopolskim, w powiecie szamotulskim, w gminie Obrzycko. Miejscowość wchodzi w skład sołectwa Obrowo.
W XIX wieku folwark, następnie osada. W czasach PRL istniało w Lizbonie Państwowe Gospodarstwo Rolne. Zabytkowe pofolwarczne stodoły zostały zdewastowane w latach 2002–2003 przez nieznanych sprawców, prawdopodobnie celem pozyskania drewna na opał.